# Rogier van de Weerd
Rogier van de Weerd (Amsterdam, 26 januari 1983) is een Nederlandse acteur en regisseur.

## Leven en werk
In 2008 behaalde hij een bachelordiploma aan de filmacademie in Genk. Hij speelde de rol van Henkie Flodder in het vierde en vijfde seizoen van Flodder (1998-1999). In 2001 speelde Van de Weerd in het door de VPRO uitgezonden televisiedrama Dum Dum Boys. In 2002 dook hij even op in de televisiefilm Tussenland. Ook speelde hij in 2004 in de televisiefilm Bluebird.
Ondertussen heeft hij ook de regie van enkele musicalproducties op zijn cv staan. Zo regisseerde hij in 2005 Assepoester, in 2006 De Kronieken van Narnia: De leeuw, de heks en de kleerkast en in 2008 Kruistocht in spijkerbroek naar het beroemde boek van Thea Beckman. In 2011-2012 toerde Oorlogswinter door Nederland en België.
In 2020 is hij bezig met de musical Koning van Katoren, naar het beroemde en bekroonde boek van Jan Terlouw.

## Filmografie
- De Gelaarsde Kat - Frair Miller en Manuel (2011, stem)
- Bluebird - Belager schoolplein (2004)
- Tusseland - Zoon van boer (2002)
- Dum Dum Boys - Zwart (2001)
- Dichter op de Zeedijk - Jabob (1999)
- Flodder (seizoen 4 & 5) - Henkie Flodder (1998-1999)

## Musicals
- Sjakie en de chocoladefabriek (1997/1998/1999) - Mike Tv
- 101 Dalmatiërs (2000/2001) - Kolonel Buldog
- De tovenaar van Oz (2002/2003/2004) - Laffe Leeuw
- Assepoester (2005/2006) - Regisseur
- Narnia (2006/2007/2008) - Regisseur/leeuw
- Kruistocht in spijkerbroek (2008/2009/2010) - Regisseur
- Oorlogswinter - Regisseur
- Koning van Katoren - Regisseur